# Избави нас од зла (филм)
Избави нас од зла (корејски: 다만 악에서 구하소서) је јужнокорејски акциони филм из 2020. године, који је написао и режирао Хонг Вон-чан, у којем главне улоге играју Хванг Џунг-мин, Ли Џунг-џе и Парк Џонг-мин. Филм прати Ин-Нама, плаћеног убицу који планира да се повуче након што је завршио последњи задатак, али је повезан са случајем отмице на Тајланду и под нападима Реја, човека чију је сестру убио. Филм је сниман на Тајланду, у Јужној Кореји и Јапану, при чему је скоро 80 посто снимања обављено на Тајланду. Обележава поновно окупљање Хванга и Лија, након њиховог филма „Нови свет” из 2013. године.
Првобитно заказано за почетак јула, филм је пуштен у јужнокорејске биоскопе 5. августа 2020. године. Филм је био комерцијално успеђан, а крајња верзија са проширеним снимком објављена је 28. октобра 2020. године. Филм је објављен у Сједињеним Америчким Државама у марту 2021. године.

## Радња филма
Плаћени убица Ин-нам је завршио задатак у Јапану, убивши јапанског мафијаша Кораеду. На Тајланду, Јанг-џу шаље своју ћерку Ју-мин у школу и говори јој да ће је дадиља довести кући после школе, јер се она састаје са агентима за некретнине, ради улагања у голф терен. Касније, док Ју-мин силази из школског аутобуса, дадиља је одводи до мужевљевог аутомобила, уместо кући. Схвативши да је Ју-мин нестала, Јанг-џу се јавља полицији, то јест Чун-сунгу. Тражи помоћ од Ин-Нама, али он одбија. Следећег јутра, Ин-нам добија поруку од Чун-сунга да је Јанг-џу мртва. 
Пре 8 година, Ин-нам је био део Националне обавештајне агенције, где је Чун-сунг био његов надређени. Јунг-џу и Ин-нам били су љубавници. Ин-нам је добио инструкције да напусти Кореју без ње како би је заштитио. Данас, Ин-нам путује у Инчон да види тело Јунг-џу. Након тога открива да је Ју-мин његово дете. Након посете Чун-сунга ради помоћи. Ин-нам добија позив од Шимиде да Реј, Кораидин отуђени млађи брат, тражи освету за убиство свог брата. Реј након тога убија Шимиду, затим лети у Инчон, убија Чун-сунга и сазнаје да Ин-нам одлази на Тајланд да пронађе отету Ју-мин. Реј одлучује да крене за Ин-намом.
У Бангкоку, Ин-нам упознаје Јанг-беа. Јанг-бе говори о агенту за некретнине Јонг-суу, којег је Јанг-џу упознала непосредно пре своје смрти, који је преварант и који је организовао киднаповање Ју-мин. Ин-нам проналази Џонг-суа и добија информације, а затим га оставља да умре. У међувремену, Реј убија банду која га је лагала да је ухватила дадиљу. Ин-нам проналази дом дадиље и мучи њу и њеног мужа да би добио информације о Ју-мин. Јанг-бе упознаје Јуи, и Ин-нама. Ин-нам и Јуи крећу до зграде, а затим схватају да је то операција трговине децом намењена трансплантацији органа. Њих двоје тада знају да је Ју-мин већ премештена из зграде у Ланг Јао, у провинцији Рачабури, да уради операцију трансплантације срца. Реј стиже у зграду и коначно среће Ин-Нама, где почињу да се свађају, а Ин-Нам на крају побегне. Јуи и једно дете из зграде су такође побегли, али их полиција хапси. Те ноћи полиција је упала у зграду која припада тајландској криминалној организацији Чаопо. Шеф криминалне организације Лан наређује својим људима да убију Ин-Нама и Јуија. Ин-нам одлази за Ланг Јао. У међувремену, Јуи каже полицији где је Ин-нам отишао.
У Ланг Јаоу, Ин-нам види како Ју-мин одводе из фудбалске фабрике на операцију. Ин-нам јури за њом, али га Реј пресреће да би га убио. Полиција је стигла и обојицу упуцала. Ин-нам бежи од пуцњаве, убија хирурге који су требали да врше операцију и одводи Ју-мин. Операције криминалне организације Чаопо у Ланг Јаоу су касније прекинуте. Ноћу, Реј упада у Ланову кућу и тражи помоћ да убије Ин-нама. Реј тада посећује и убија Јанг-беа.
Следећег дана, Ин-нам и Ју-мин одлазе хотел, а онда он одлази да обезбеди пут за бекство за њих двоје. Враћајући се у хотел, упада у заседу Ланових људи. Док се враћа у собу, Реј и неколико Ланових људи су већ унутра, а Ју-мин држе у пртљагу. Реј убија неколико Ланових људи, након што се предомислио, и говори преосталим људима да доведу Ин-нама негде другде и чекају, пошто он прво планира да убије Ју-мин. На паркингу, Јуи види како Ин-нама одвозе у комбију, затим удара у комби својим камионом и ослобађа га. Ин-нам јури, упада у Рејев ауто. Ин-нам детонира гранату, која обојици наноси тешке повреде. Ин-нам ослобађа Ју-мин, а Јуи им помаже да побегну. Реј га брутално избоде, али онда експлодира још једну гранату унутра, убивши обојицу.
Ин-нам је оставио кесу са готовином и документима у ормарићу, који Јуи откључава. Надао се да ће она уместо њега одвести Ју-мин у Панаму, у случају да Ин-нам погине. Јуи и Ју-мин су затим отишле у Панаму. Рам за фотографије у кући у Панами приказује фотографију Ин-Нама и фотографију Јунг-џу и Ју-мин, једну поред друге.

## Улоге
- Хванг Џунг-мин као Ким Ин-нам,
- Ли Џунг-џе као Реј
- Парк Џонг-мин као Јуи
- Чој Хи-сео као Јунг-џу
- Парк Со-ји као Ју-мин
- Сонг Јунг-чанг као Ким Чун-сунг
- Ли Сео-хван као Ли Јанг-бе
- Ох Де-хван као Хан Јонг-су
- Парк Мјунг-хун као Шимида
- Хакурију као испитивач
- Косуке Тојохара као Кораеда
- Витаја Пансрингарм као Ран
- Сумет Онгарт као полицајац
- Сонг Ју-хјун као корејски брачни пар

## Зараде
„Избави нас од зла”  зарадио је 14,9 милиона долара током петодневног отварања у Јужној Кореји. Премашио је 1,5 милиона продатих карата за четири дана од објављивања и 2 милиона током првог викенда. Осмог дана од објављивања, филм је прешао границу од 2,5 милиона гледалаца. За мање од месец дана од објављивања, филм је премашио 4 милиона гледалаца, поставши други филм године који је то урадио, након филма „Човек који стоји поред”, који је објављен у јануару.

## Награде и номинације
| Година | Награда                                       | Категорија                          | Номиновани        | Резултати  | Реф.                 |
| ------ | --------------------------------------------- | ----------------------------------- | ----------------- | ---------- | -------------------- |
| 2021   | 41. филмска награда Плави змај                | Најбољи режисер                     | Хонг Вон-чан      | Номинација | [ 12 ] [ 13 ] [ 14 ] |
| 2021   | 41. филмска награда Плави змај                | Најбољи глумац у главној улози      | Хванг Џунг-мин    | Номинација | [ 12 ] [ 13 ]        |
| 2021   | 41. филмска награда Плави змај                | Најбољи глумац у главној улози      | Ли Џунг-ђи        | Номинација | [ 12 ] [ 13 ]        |
| 2021   | 41. филмска награда Плави змај                | Најбољи глумац у споредној улози    | Парк Џонг-мин     | Победа     | [ 12 ] [ 13 ] [ 15 ] |
| 2021   | 41. филмска награда Плави змај                | Најбоља кинематографија и осветљење | Хонг Кјунг-пјо    | Победа     | [ 12 ] [ 13 ]        |
| 2021   | 41. филмска награда Плави змај                | Најбоља монтажа                     | Ким Хјунг-ју      | Номинација | [ 12 ] [ 13 ]        |
| 2021   | 41. филмска награда Плави змај                | Најбоља уметничка режија            | Чо Хва-сунг       | Номинација | [ 12 ] [ 13 ]        |
| 2021   | 41. филмска награда Плави змај                | Најбоља музика у филму              | Моуг              | Номинација | [ 12 ] [ 13 ]        |
| 2021   | 41. филмска награда Плави змај                | Техничка награда                    | Ли Гун-му         | Номинација | [ 12 ] [ 13 ]        |
| 2021   | 57. Биксанг Арт награда                       | Најбољи режисер                     | Хонг Вон-чан      | Номинација | [ 14 ]               |
| 2021   | 57. Биксанг Арт награда                       | Најбољи филм                        | Избави нас од зла | Номинација | [ 16 ]               |
| 2021   | 57. Биксанг Арт награда                       | Најбољи глумац                      | Ли Џунг-џе        | Номинација | [ 17 ]               |
| 2021   | 57. Биксанг Арт награда                       | Најбољи споредни глумац             | Парк Џонг-мин     | Победа     | [ 18 ]               |
| 2021   | 57. Биксанг Арт награда                       | Награда за најбољи технички рад     | Хонг Кјунг-пјо    | Номинација | [ 19 ]               |
| 2021   | Награде за филмску уметност Чунса             | Најбољи режисер                     | Хонг Вон-чан      | Номинација | [ 14 ]               |
| 2021   | Награде за филмску уметност Чунса             | Најбољи глумац                      | Ли Џунг-џе        | Номинација | [ 17 ]               |
| 2021   | Награде за филмску уметност Чунса             | Најбољи споредни глумац             | Парк Џонг-мин     | Победа     | [ 18 ]               |
| 2021   | Награде за филмску уметност Чунса             | Награда за најбољи технички рад     | Хонг Кјунг-пјо    | Номинација | [ 19 ]               |
| 2021   | Награде за филмску уметност Чунса             | Најпопуларнији филм публике         | Избави нас од зла | Победа     | [ 16 ]               |
| 2020   | 29. Буил фимнска награда                      | Најбољи глумац                      | Хванг Џунг-мин    | Номинација |                      |
| 2020   | 29. Буил фимнска награда                      | Најбољи глумац                      | Ли Џунг-џе        | Номинација | [ 17 ]               |
| 2020   | 29. Буил фимнска награда                      | Најбољи споредни глумац             | Парк Џонг-мин     | Номинација | [ 18 ]               |
| 2020   | 29. Буил фимнска награда                      | Најбоља кинематографија             | Хонг Кјунг-пјо    | Победа     | [ 19 ]               |
| 2020   | 29. Буил фимнска награда                      | Најбоља уметничка режија            | Ли Геон-му        | Победа     | [ 20 ]               |
| 2020   | Награде Корејског удружења филмских критичара | Најбољи споредни глумац             | Парк Џонг-мин     | Победа     | [ 18 ]               |
| 2022   | Награда за режију                             | Најбољи режисер                     | Хонг Вон-чан      | Номинација | [ 14 ]               |

## Спиноф
26. августа 2022. године објављено је да ће Ли Џунг-џе поновити своју улогу у ТВ серији „Реј”, која ће служити као наставак филма.